# Artéria glútea inferior
A artéria glútea inferior (artéria isquiática) é um ramo terminal do tronco anterior da artéria ilíaca interna. Ela sai da pelve através do forame isquiático maior. É distribuída principalmente para a nádega e a parte de trás da coxa.

## Estrutura

### Origem
Ramo terminal menor dos dois ramos terminais do tronco anterior da artéria ilíaca interna (ver imagem; divisão posterior da artéria ilíaca interna).

### Percurso
Ela passa posteriormente dentro da fáscia pélvica parietal. Ela viaja entre o nervo S1 e o(s) nervo(s) S2 (ou S2-S3). Desce sobre os nervos do plexo sacral e o músculo piriforme, posterior à artéria pudenda interna. Passa pelo inferior do forame isquiático maior. Sai da pelve inferior ao músculo piriforme, entre o músculo piriforme e o músculo coccígeo.
Em seguida, desce no intervalo entre o grande trocanter do fêmur e a tuberosidade do ísquio. É acompanhada pelo nervo isquiático e pelos nervos cutâneos posteriores femorais, e coberta pelo glúteo máximo. Está situada medialmente ao nervo isquiático. Continua descendo pela parte de trás da coxa, fornecendo suprimento para a pele e anastomosando com ramos das artérias perfurantes.

### Anastomoses
Forma anastomoses com a artéria glútea superior. Geralmente participa na formação da anastomose cruciforme da coxa, em que há junção da artéria glútea superior com a artéria circunflexa femoral medial e lateral, artéria obturatória, bem como a primeira artéria das artérias perfurantes, originadas da artéria femoral profunda.
1. 1 2 3  Moore, Keith L.; Dalley, Arthur F.; Agur, Anne M. R. (2018). Clinically Oriented Anatomy 8th ed. [S.l.]: Wolters Kluwer. ISBN 978-1-4963-4721-3
2. ↑  Hamdi, Moustapha; Gagnon, Alain R. (2009). «CHAPTER 28 - Gluteus flap». Flaps and Reconstructive Surgery. 2. [S.l.]: Saunders (imprint). pp. 377–395. ISBN 978-0-7216-0519-7. doi:10.1016/B978-0-7216-0519-7.00028-9